# Кристиан, Уильям
Уильям Генри Кристиан (англ. William Henry Christian) (9 апреля 1825 — 8 мая 1887) — американский военный и гражданский инженер. Служил полковником армии Севера в годы гражданской войны, был организатором 26-го Нью-Йоркского пехотного полка. В ходе первых же сражений у него начала проявляться своего рода фобия на выстрелы, и в итоге 17 сентября 1862 года он бежал с пол боя при Энтитеме, за что был вынужден подать в отставку. Впоследствии лишился рассудка (по официальной версии - из-за последствий солнечного удара) и закончил свои дни в приюте для умалишённых.

## Ранние годы
Уильям Кристиан родился в Ютике, штат Нью-Йорк, и в возрасте 21 года записался добровольце в 1-й Нью-Йоркский добровольческий полк во время войны с Мексикой. Он проявил себя дисциплинированным военнослужащим и дослужился до звания 1-го сержанта, хотя так и не принял участия в боевых действиях. После окончания мексиканской войны он много времени посвятил тренировке нью-йоркского ополчения.

## Гражданская война
Когда началась гражданская война, Кристиан навербовал рядовых в армию и с санкции губернатора сформировал 26-й Нью-Йоркский пехотный полк, который 17 мая 1861 года поступил на службу штату сроком на 2 года службы. 29 мая Кристиан был назначен командиром этого полка. Полк не успел принять участия в первом сражении при Булл-Ран. Осенью полк был переведен в бригаду Генри Слокама, а 3 октября Кристиану было поручено отправиться к Поник-Чеч на перехват кавалерийского отряда противника, но Кристиан не сумел справиться с порученным ему отрядом, из-за чего Слокам отдал его под суд (который так и не состоялся), а полк вывели из бригады и вернули в укрепления Вашингтона.
До лета 1862 года полк простоял в Вашингтоне, а в июне 1862 года его перевели в Северную Вирджинию и включили в бригаду Зеалуса Тауэра (в дивизии Джеймса Рикеттса). В составе этой дивизии полк Кристиана был переброшен к полю боя у Кедровой горы, но не успел принять участия в сражении. После этого полк участвовал в перестрелках на реке Раппаханок, где у Кристина появились первые признаки падения духа и депрессии. 30 августа бригада Тауэра должна была быть введена в бой (в ходе второго сражения при Булл-Ран), и в это время Кристиан оказался больным — по его словам, это были последствия солнечного удара. Его оставили в тылу под деревом. Некоторые историки подозревают Кристиана симуляции, поскольку последствия солнечного удара длятся довольно долго, а Кристиан пришёл в себя почти сразу после сражения.
Несмотря на такое поведение, Кристиана назначили командиром бригады после того, как генерал Тауэр был ранен во время атаки. Полк он сдал подполковнику Ричардсону. Таким образом в распоряжении Кристиана оказалась бригада из четырёх полков:
- 26-й Нью-Йоркский пехотный полк: подп. Ричард Ричардсон
- 94-й Нью-Йоркский пехотный полк: подп. Кальвин Литтлфилд
- 88-й Пенсильванский пехотный полк: подп. Джордж Жиль
- 90-й Пенсильванский пехотный полк: полк. Питер Лиль

Во время сражения при Шантильи бригада была лишь незначительно задействована. После сражения армия отступила к Вашингтону, а когда через несколько дней началась Мэрилендская кампания, она вместе со всем корпусом Хукера участвовала в наступлении на запад и сражении у Южной горы. Бригада Кристиана успешно наступала на левом фланге дивизии и в бою потеряла всего 2 человек убитыми и 4 ранеными.
Здесь, как и при Шантильи, Кристиан проявил себя относительно неплохо.
Во время сражения при Энтитеме 17 сентября бригада Кристиана участвовала в первом наступлении корпуса Хукера, находясь на крайнем левом флаге. Здесь бригада попала под перекрестный артиллерийский обстрел, отчего Кристиан потерял самообладание. «Он был спокоен под мушкетным огнём при Шантильи и Южной горе, — писал исследователь Кристен Траут, — но, возможно, именно плотный артиллерийский огонь привёл его в панику?». Наконец, он не выдержал, спрыгнул с коня и побежал в тыл, крича, что бой проигран. Он фактически бросил бригаду под огнём, и командование временно принял полковник 90-го Пенсильванского, Питер Лиль.
Впоследствии Кристиана нашли прячущимся под деревом на участке бригады Трумана Сеймура. В тот же вечер генерал Джеймс Рикеттс вызвал его в штаб и потребовал подать в отставку, обещая в противном случае отдать Кристиана под трибунал. На следующий день Рикеттс подписал отставку и передал бригаду полковнику Лилю, которого повысил до генерала.

## Послевоенная деятельность
История с бегством Кристиана отразилась в частных письмах, но не была зафиксирована в рапортах и отчетах. Даже на его родине никто не обсуждал его внезапную отставку. Никто впоследствии громко не осуждал его и ветераны даже приглашали его на послевоенные встречи.
Однако, Кристиан тяжело переносил неудачу своей военной карьеры. Он несколько раз просил вернуть его обратно в армию, однажды предложив даже служить без жалованья. Однако всякий раз получал отказ. Кристиан стал гражданским инженером, но с каждым годом его депрессия становилась всё глубже. У него начались признаки расстройства рассудка, он время от времени истерически смеялся и постоянно говорил, что не покидал бригаду во время боя. В 1886 году его жена, будучи не в состоянии ухаживать за ним, сдала Кристина в приют для душевнобольных. Причиной расстройства был объявлен солнечный удар, который он получил перед вторым сражением при Булл-Ран.
Он был похоронен на кладбище Форрест-Хилл-Семетери в Утике.